# Sidotentrem
Sidotentrem is een bestuurslaag in het regentschap Tuban van de provincie Oost-Java, Indonesië. Sidotentrem telt 4500 inwoners (volkstelling 2010).